# Iglesia de San Félix de Solovio
La iglesia de San Félix de Solovio (San Fiz de Solovio) es un templo religioso situado en el centro de la ciudad de Santiago de Compostela. Tiene la fama de ser la iglesia más antigua de la ciudad, aunque fue derribada, reconstruida y sometida a diferentes reformas y ampliaciones posteriores a lo largo de ocho siglos. Está dedicado a san Félix mártir (sancte Felicis martiris).
Junto al altar mayor, en la primera capilla de la nave de la epístola, recibe culto una Imagen de San Francisco de Paula, fundador de la Orden Mínima.

## Historia y características
Fue construida en el siglo X por el obispo Sisnando II, y derribada por Almanzor en 997, para ser reconstruida en el siglo XII por el obispo Gelmírez. De la fábrica románica conserva únicamente la portada y, en su tímpano, un relieve que representa la Epifanía, datado en 1316 y en el que se observan claros restos de policromía, aunque no es la original. En el centro aparece la imagen de la Virgen con el niño sentado en el regazo; a la derecha se ven los Reyes Magos, y a la izquierda la imagen de san José, apoyado en un bastón, y de Xoán Debe, el donante de la obra, arrodillado ante la Virgen. El nombre y la fecha aparecen en una inscripción que hay en el dintel de la puerta.
En el siglo XVII se le añaden nuevas capillas y, en el XVIII, el arquitecto santiagués Simón Rodríguez procede a una ampliación, con dos naves nuevas y el campanario barroco.
En el muro norte del presbiterio se conserva una tumba con la efigie yacente del cardenal Lopo González de Carballido, del siglo XVI. El retablo principal es de estilo barroco.
Cuenta la tradición que el ermitaño Pelayo se encontraba aquí rezando cuando vio las luces que señalaban el lugar donde se escondían los restos del apóstol Santiago. En el libro V del Códice Calixtino, donde se describe la ciudad de Santiago, relaciónandose las diez iglesias que había entonces, en séptimo lugar cita esta de San Félix: 

... septima sancte Felicis martiris

### Belén tradicional
Cada Navidad, el interior del templo acoge un belén cedido y montado por José Uzal, con la colaboración del Colegio Mayor de San Agustín y de la Archidiócesis de Santiago de Compostela.

## 2 imágenes

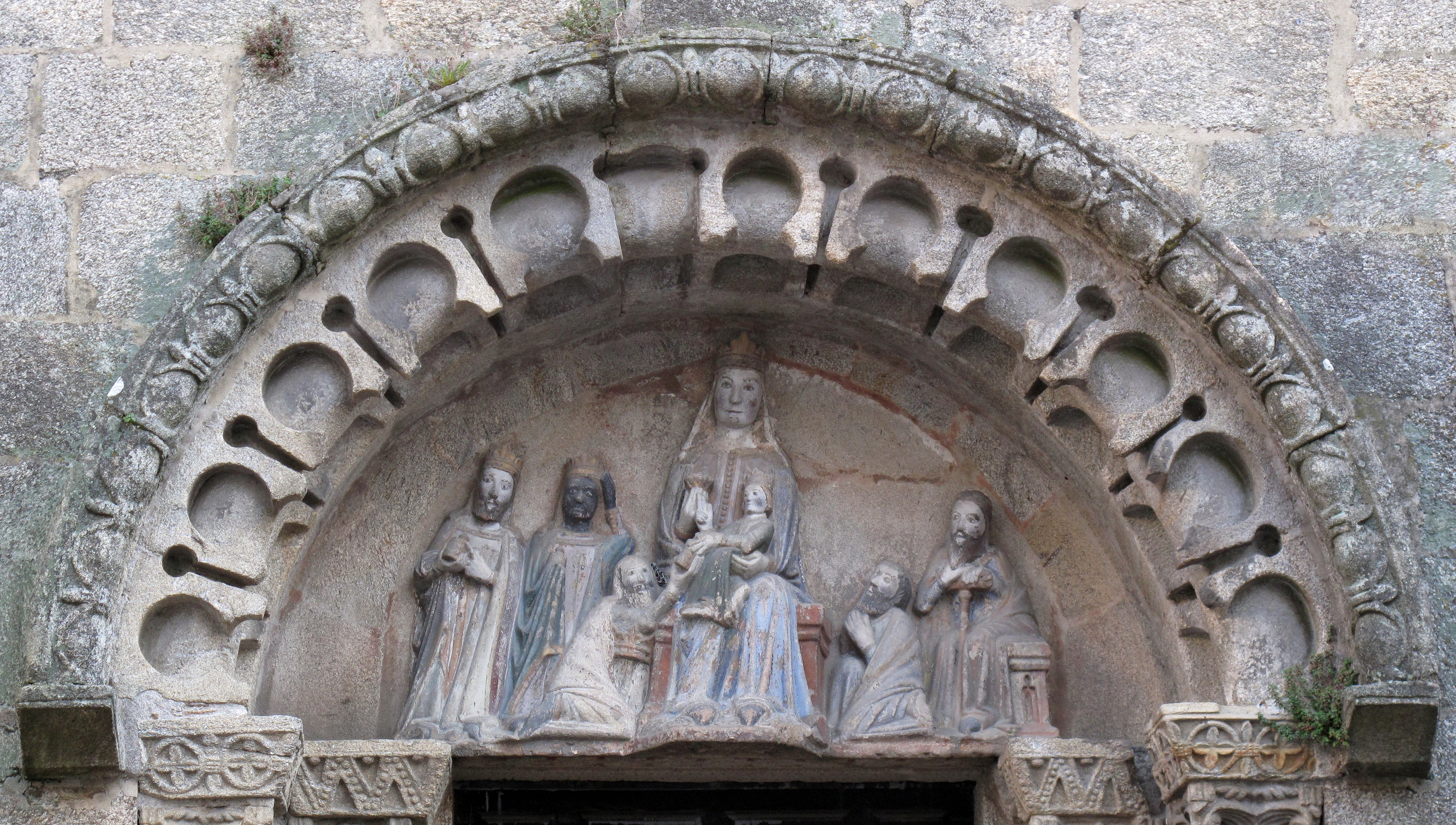
Tímpano de la Epifanía
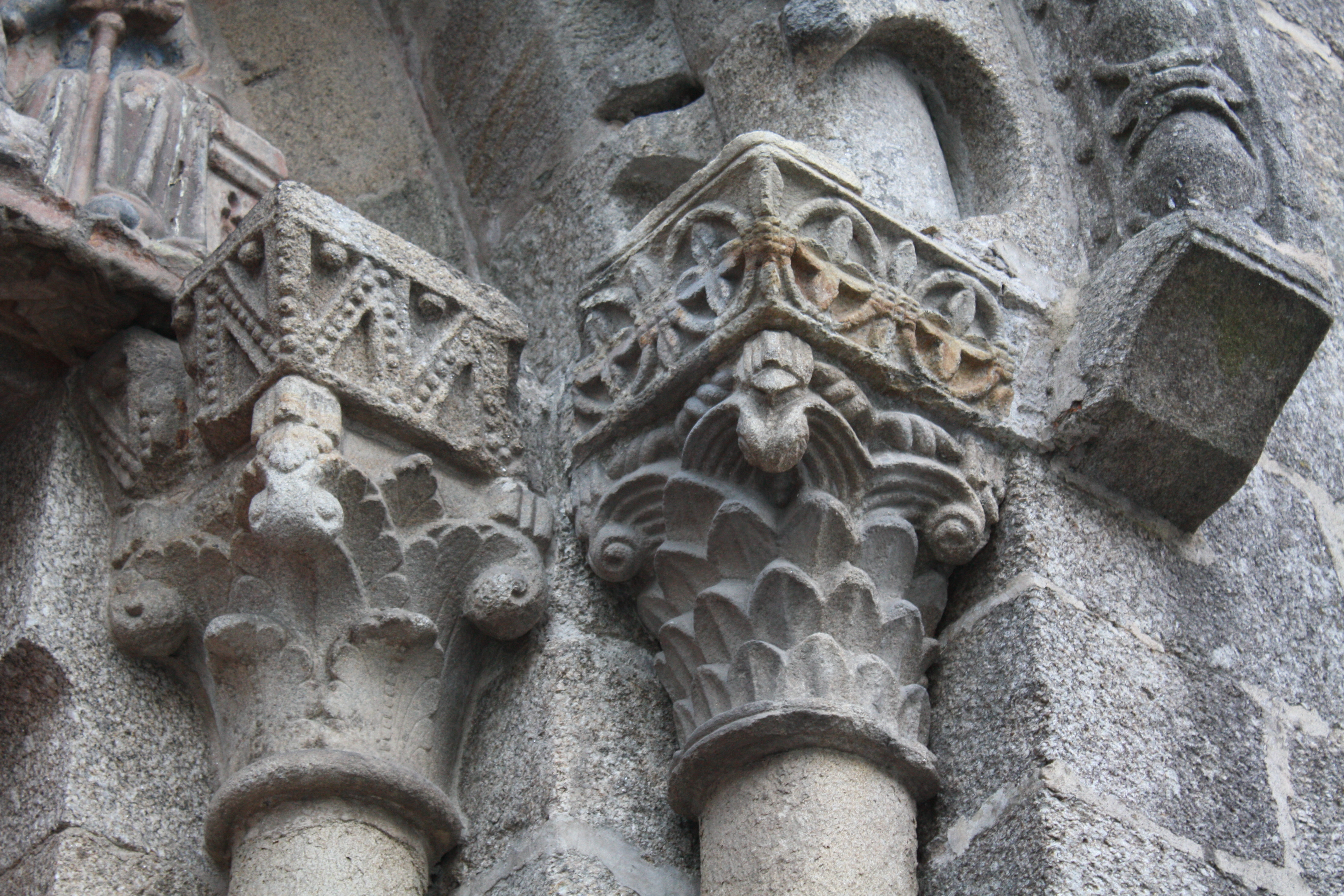